# Costums de Catalunya
Costums de Catalunya és un llibre de bibliòfil, editat a les acaballes de l'any 1931, per l'Institut Gràfic Oliva de Vilanova que descriu vint temes folklòrics o de cultura popular de la Catalunya del primer terç del segle xx.
Va ser escrit per diversos autors, folkloristes i etnògrafs, de renom d'aquella època, si bé el gran atractiu del llibre eren les vint il·lustracions de gran format del dibuixant Josep Ribot i Calpe.

## Autors i continguts
El llibre presentava vint costums agrupades en sis seccions. Cada costum era comentada per un autor i il·lustrada amb un dibuix acolorit.
Els autors literaris dels escrits van ser:
- Prudenci Bertrana, que va escriure també el pròleg.
- Miquel Capdevila.
- Aureli Capmany.
- Víctor Oliva.
- Josep Maria Batista i Roca.
- Francesc Baldelló.
- Melcior Font.

Les vint costums estaven organitzades en seccions que feien referència al treball, a festes populars, a cerimònies religioses, etc. Alhora, corresponien a tota la geografia catalana: els Rais i els raiers lleidatans; els Tres Tombs o la festa de Sant Antoni Abad; els Xiquets de Valls o els castellers; Les falles d'Isil o la festa de Sant Joan; la Sardana; el Ball de bastons o palitrocs; les processons de Setmana Santa; la Dansa de la Mort de Verges, etc.

## Les il·lustracions
El gran atractiu, però, del llibre eren les vint il·lustracions fetes pel dibuixant Josep Ribot i Calpe. Es tractava d'uns dibuixos a tinta, impresos i reproduïts per mitjans fotomecànics i acolorits pel sistema de la trepa o pochoir (un procediment gairebé artesanal).
D'aquests, deu dibuixos ja havien estat publicats anteriorment com a dalts-de-capitol d'una altra obra de bibliòfil dels mateixos impressors: es tractava del Llibre d'Or del Rosari a Catalunya (1925), de Valeri Serra i Boldú. Els altres deu dibuixos van ser fets expressament per aquesta edició.
Josep Ribot es caracteritzava per un dibuix de línia molt clara, neta i precisa, basat en un gran realisme documental que el feia idoni per a les arts gràfiques. Amb aquesta obra, el dibuixant plasma una faceta d'ell poc coneguda consistent en el dibuix de temàtica etnogràfica. Alhora, aquest llibre culminava el reconeixement a una etapa de col·laboracions en altres llibres de bibliòfil editats pels mateixos impressors

## Característiques de l'edició
L'edició va ser feta pels germans Oliva, directors de l'Institut Gràfic Oliva de Vilanova, una impremta ja versada en l'edició de llibres artístics fets amb rara perfecció. Tenia un format d'àlbum apaïsat, de gran format (33 x 51 cm), enquadernat amb tapa dura i tela d'arpillera. L'edició va ser de vint exemplars en paper Japó i un nombre indeterminat d'exemplars en cartolina de fil.
Malgrat la vàlua dels autors dels escrits i de les il·lustracions, l'edició degué viure les vicissituds de l'època: uns anys de recessió econòmica i tots els avatars polítics dels anys trenta. Així es desconeix el nombre d'exemplars que es van editar, si bé tot fa pensar en una edició molt reduïda, amb una producció gairebé artesanal que la feia poc viable econòmicament (costava unes 275 pessetes l'any 1932).